# باغايفسكايا
باغايفسكايا (بالروسية: Багаевская) هي مدينة في مقاطعة روستوف أوبلاست في روسيا. يبلغ عدد سكانها حوالي 14795 نسمة.